# Sycamore (Ohio)
Sycamore es una villa ubicada en el condado de Wyandot en el estado estadounidense de Ohio. En el Censo de 2010 tenía una población de 861 habitantes y una densidad poblacional de 521,87 personas por km².

## Geografía
Sycamore se encuentra ubicada en las coordenadas 40°57′6″N 83°10′16″O / 40.95167, -83.17111. Según la Oficina del Censo de los Estados Unidos, Sycamore tiene una superficie total de 1.65 km², de la cual 1.65 km² corresponden a tierra firme y (0%) 0 km² es agua.

## Demografía
Según el censo de 2010, había 861 personas residiendo en Sycamore. La densidad de población era de 521,87 hab./km². De los 861 habitantes, Sycamore estaba compuesto por el 99.07% blancos, el 0.12% eran afroamericanos, el 0% eran amerindios, el 0.23% eran asiáticos, el 0% eran isleños del Pacífico, el 0.23% eran de otras razas y el 0.35% pertenecían a dos o más razas. Del total de la población el 1.51% eran hispanos o latinos de cualquier raza.